# روبرت بروس (سياسي كندي)
روبرت بروس هو سياسي كندي، ولد في 12 يوليو 1940. حزبياً، نشط في Yukon New Democratic Party ‏. وقد انتخب عضو الجمعية التشريعية في يوكون ‏ عن دائرة Vuntut Gwitchin (electoral district) ‏ (1996 – ).